# Figueroa Street
Figueroa Street es una calle principal, con dirección norte-sur, ubicada en el condado de Los Ángeles, California que se extiende desde el distrito de Wilmington al norte hasta Eagle Rock. Lleva el nombre del general José Figueroa (1792 - 29 de septiembre de 1835), gobernador de Alta California desde 1833 hasta 1835, que supervisó la secularización de las misiones de Alta California.

## Ruta
Se trata de una de las calles más largas de la ciudad, con una extensión en largo de 40 km desde su terminal sur en Harry Bridges Boulevard, en el distrito de Wilmington, hasta Chevy Chase Drive, en la ciudad de La Cañada Flintridge, al norte. Desde su extremo sur en Harry Bridges Boulevard hasta el centro de Los Ángeles, corre paralela al norte de la autopista Harbor (Interstate 110) en el sur de Los Ángeles. Al sur del distrito financiero de Los Ángeles, pasa por lugares conocidos como la Universidad del Sur de California, el Centro de Convenciones de Los Ángeles y el Crypto.com Arena. Después de pasar por el centro de Los Ángeles cerca de Bunker Hill y South Park, la parte sur de Figueroa St. termina cerca del cruce de Sunset Boulevard sobre la Arroyo Seco Parkway (SR 110) en el barrio chino. La parte norte de la calle se reanuda en San Fernando Road en Cypress Park. Una ruta temprana de Figueroa en esta área fue originalmente parte de la ruta 66 de los EE. UU., Hoy parte de la ruta verde Arroyo Seco (ruta estatal 110). 
Los túneles de Figueroa Street fueron una vez parte de ese mismo tramo de carretera. Después de reanudar en San Fernando Road, Figueroa continúa corriendo más o menos paralela a Arroyo Seco Parkway hasta llegar a York Boulevard en Highland Park. Luego, se dirige hacia el norte hasta su término cerca del vertedero Scholl Canyon, justo después de su unión con la autopista Ventura (ruta estatal 134) en Eagle Rock. Una continuación corta y desconectada de la vía principal se extiende desde un área residencial al sur de Marengo Drive en Glendale para terminar en Chevy Chase Drive, justo por encima del límite de la ciudad en La Cañada Flintridge.
Los primeros mapas producidos por el Club de automóviles del sur de California midieron las distancias a Los Ángeles desde la sede del club en la intersección de Figueroa con Adams Boulevard.

## Historia
Figueroa originalmente se llamaba Calle de los Chapules (Grasshopper Street en inglés). Más tarde, en la década de 1880, se conoció como "Pearl Street", Calle Perla en español. La sección de lo que ahora es Figueroa en Highland Park sobre la avenida 39 se conocía como "Pasadena Avenue" hasta que Figueroa se extendió a través de Elysian Park. La porción de lo que ahora es Figueroa entre el río Los Ángeles y la avenida 39 se conocía originalmente como avenida Dayton hasta que la ruta del Arroyo pasó.

## Educación
- Luther Burbank Middle School
- Florence Nightingale Middle School
- Optimist High School
- Sycamore Grove School
- University of Southern California

## Juegos Olímpicos 2028

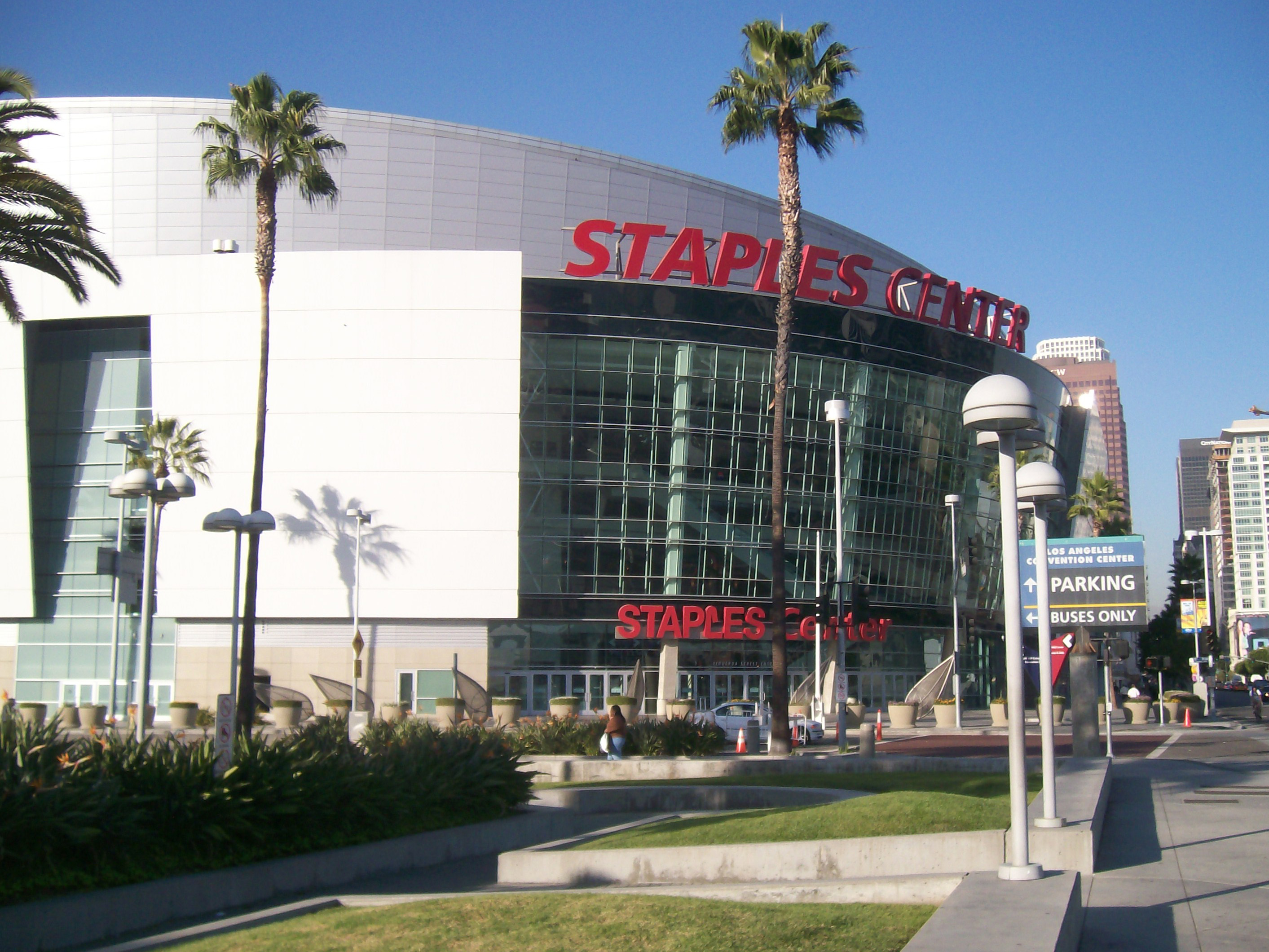
Crypto.com Arena: Calle 12 y Calle Figueros en el Centro de Los Ángeles.

El proyecto Figueroa Corridor Streetscape fue esfuerzo liderado por la ciudad para embellecer y mejorar el bulevar al agregar servicios amigables para peatones. El proyecto de embellecimiento comenzó en la 7.ª calle en el centro de Los Ángeles, por el Crypto.com Arena y termina en Exposition Park en la USC. El proyecto comenzó en 2017 y se completó a fines de 2018. Su objetivo era mejorar el tránsito y el acceso peatonal, carriles para bicicletas protegidos totalmente protegidos por barreras físicas, una calle más organizada y eficiente al agregar una mejor señalización y señalización, cruces peatonales de alta visibilidad, plataformas de tránsito, más árboles callejeros, arte público y aceras más anchas. El proyecto de $ 20 millones de Figueroa Corridor Streetscape fue financiado por una subvención de la Proposición 1C.
Después de los retrasos, se esperaba que el trabajo comenzara en el verano de 2016 y se espera que se complete en marzo de 2017, cuando expire la subvención prop 1C.
El comité organizador de Los Ángeles 2028 planea usar este corredor como un "Sitio en vivo" planeado, un área dedicada como un corredor peatonal central, que une todos los lugares del centro de Los Ángeles durante los Juegos Olímpicos y Paralímpicos de 2028.